# Komjatice
Komjatice este o comună slovacă, aflată în districtul Nové Zámky din regiunea Nitra, pe malul râului Q13440672⁠(d). Localitatea se află la altitudinea de 128 m deasupra n.m., se întinde pe o suprafață de 30,76 km2 și în 2017 număra 4.315 locuitori.

## Istoric
Localitatea Komjatice este atestată documentar din 1256.

## Demografie
| An:                | 1994 | 2004   | 2014   | 2024   |
| ------------------ | ---- | ------ | ------ | ------ |
| Număr de persoane: | 4048 | 4260   | 4304   | 4210   |
| Diferență:         |      | +5,23% | +1,03% | −2,18% |

| An:                | 2023 | 2024   |
| ------------------ | ---- | ------ |
| Număr de persoane: | 4197 | 4210   |
| Diferență:         |      | +0,30% |